# Lánchíd Palota
A Lánchíd Palota Budapest egyik ikonikus épülete. Az épület Budapest szimbolikus közepén, a Lánchíd lábánál, a „0” kilométerkőnél, a Fő utca 1. szám alatt található. A Clark Ádám tér egyetlen még álló eredeti épülete.

## Történelem
A Lánchíd Társulat székházaként szolgáló épület terveit Ybl Miklós készítette, neoreneszánsz stílusban. Az építkezés 1867-ben, a kiegyezés évében indult a Lánchíd téren (ma Clark Ádám tér). Az átadás után a társulat irodái mellett az első lakók is elfoglalták lakásaikat, köztük Reitter Ferenc, a város legendás mérnöke és Herrich Károly, az Alagút Társaság igazgatója. A Lánchíd és a palota állami megvásárlása után költözött be az épületbe a Fővárosi Közmunkák Tanácsa 1870-ben, majd a Budapesti Államhidak Felügyelősége 1871-ben.
Az épület funkciója 1920 után megváltozott. A földszinten sörcsarnok és kávéház nyílt. 1935-ben döntöttek arról, hogy ide költözzön a Közigazgatási Bíróság. 1954-ben a Magyar Népköztársaság Legfelsőbb Bírósága, 1981-ben pedig a Budai Központi Kerületi Bíróság vette birtokba a palotát.
A rendszerváltás után az Igazságügyi Minisztérium kiürítette és eladta a palotát. Hosszú ideig kihasználatlanul állt, végül 2008-ban eredeti stílusában helyreállították, mintegy 6 milliárd Ft költséggel. Az épületet a Sal Oppenheim privátbank bérelte rekordmagas (20 euró/m²-es) bérleti díjért, valamint egy elegáns étteremnek is helyet adott, a gazdasági válság hatására azonban ismét megüresedett; tulajdonosa, a Lánchíd Palota Kft. pedig csődbe ment. Ezt követően négy évig üresen állt a CIB Bank cégének tulajdonában; mígnem 2013-ban Nobilis Kristóf cége vásárolta meg 3 milliárd forintért.
A tervek szerint 2014-től az Eximbank székháza lett volna, de végül a bank a felújítási és átalakítási munkák elvégzése ellenére sem költözött be. 2015-ben az új vezetés a nagyfokú értékaránytalanságra hivatkozva a tízéves bérleti szerződés felbontására szánta el magát, és pert indított a pénzinténzet korábbi vezetői ellen, akik a bérleti szerződést megkötötték. 2016 nyarán ettől függetlenül újjáindultak az átalakítási munkálatok, és sajtóértesülések szerint az Eximbank értesítette munkatársait, hogy szeptembertől ide helyezi a székhelyét. Ugyanakkor az épület iránt több befektető is érdeklődött, köztük a kínai kormány.
2020-ban a Nemzetközi Beruházási Bank vásárolta meg központi épületeként.